# José Ingenieros (Buenos Aires)
José Ingenieros è una città del partido di Tres de Febrero, in provincia di Buenos Aires. È situata nella parte ovest della Gran Buenos Aires, presso il confine con la città di Buenos Aires.

## Storia
E' intitolata al medico e psicologo italo-argentino José Ingenieros (1877-1925), nato a Palermo come Giuseppe Ingegneri.

## Sport
Nel territorio della città di José Ingenieros sorge lo stadio Tres de Febrero del Club Almagro.